# Dichostatoides flavoguttatus
Dichostatoides flavoguttatus är en skalbaggsart som först beskrevs av Hintz 1912.  Dichostatoides flavoguttatus ingår i släktet Dichostatoides och familjen långhorningar. Inga underarter finns listade i Catalogue of Life.